# Magnosaure
El magnosaure (Magnosaurus) és un gènere de dinosaure teròpode tetanur basal que va viure al Juràssic mitjà en el que avui en dia és Anglaterra. Està basat en restes fragmentàries i sovint s'ha barrejat amb el megalosaure.